# Drogo z Hauteville
Drogo z rodu Hauteville (ur. ok. 1010, zm. 10 sierpnia 1051) − następca swego starszego brata Wilhelma jako przywódca Normanów w Apulii. Czwarty syn Tankreda de Hauteville i jego pierwszej żony Murielli. 

## Życiorys
W 1038 roku wraz z Wilhelmem walczył na Sycylii w armii bizantyjskiej dowodzonej przez Georgiosa Maniakesa. W 1043, kiedy Wilhelm został wybrany przez Normanów księciem Apulii Drogo otrzymał w lenno miejscowość Venosa, gdzie ufundował klasztor Świętej Trójcy, który później stał się mauzoleum rodu Hauteville. W 1046, po śmierci Wilhelma, został wybrany, przy wsparciu księcia Salerno Guaimara IV, księciem Apulii. W 1047 za przyzwoleniem cesarza Henryka III zdobył Benevento. W uznaniu jego zasług cesarz po raz pierwszy potwierdził tytuł Normanów jako władców ziem w południowej Italii nadając Drogo tytuł księcia Apulii i Kalabrii (łac.  Dux et magister Italiae comesque Normannorum totius Apuliae et Calabriae). Za czasów panowania Drogo do Italii przybył Robert Guiscard. Drogo został zamordowany w 10 sierpnia 1051 najprawdopodobniej na zlecenie Bizancjum. Jego następcą został kolejny syn Tankreda - Onufry.